# Anurogryllus vibrans
Anurogryllus vibrans är en insektsart som beskrevs av Otte, D. och Perez-gelabert 2009. Anurogryllus vibrans ingår i släktet Anurogryllus och familjen syrsor. Inga underarter finns listade i Catalogue of Life.